# Polibasita
La polibasita es un mineral de la clase de los minerales sulfuros, y dentro de esta pertenece al llamado “grupo de la pearceíta”. Es conocida desde la antigüedad, con una amplia distribución mundial, siendo nombrada así en alusión a su múltiple contenido metálico.

## Características químicas
Es un sulfuro antimoniuro de cobre y plata.
Forma una serie de solución sólida con la pearceíta (Cu(Ag,Cu)6Ag9As2S11), en la que la sustitución gradual del antimonio por arsénico va dando los distintos minerales de la serie.
Se le conocen dos variedades estructurales: trigonal y monoclínica.
Además de los elementos de su fórmula, suele llevar como impurezas: arsénico y hierro.

## Formación y yacimientos
Se forma por alteración hidrotermal de baja y media temperatura en las vetas de minerales de plata.
Suele encontrarse asociado a otros minerales como: pirargirita, tetraedrita, estefanita, otras sulfosales de plata, acantita, oro, cuarzo, calcita, dolomita o barita.

## Usos
Se extrae en las minas y es usada como mena de los importantes antimonio, plata y arsénico.